# Панасюк, Василий Васильевич
Васи́лий Васи́льевич Панасю́к (бел. Васіль Васільевіч Панасюк, род. 13 февраля 1966, п. Мухавец, Брестский район, Брестская область, Белорусская ССР, СССР) — белорусский государственный и политический деятель, депутат Палаты представителей Национального собрания VII созыва и председатель Минского городского Совета депутатов. В белорусском парламенте является заместителем председателя Постоянной комиссии по промышленности, топливно-энергетическому комплексу, транспорту и связи.

## Биография
Родился 13 февраля 1966 года в посёлке Мухавец Брестского района Брестской области.
Имеет высшее образование, окончил в 1988 году энергетический факультет Белорусского политехнического института по специальности инженер-электрик; а также в 1994 году закончил Белорусский государственный экономический университет, по специальности экономист-менеджер.
Трудовую деятельность начал в 1988 году электрослесарем по ремонту электрических машин Минской ТЭЦ-4. Работал инженером, мастером производственного участка, старшим мастером электрического цеха, заместителем начальника производственно-технического отдела, заместителем директора, директором Минской ТЭЦ-4. Избирался председателем профсоюзного комитета станции. С 2003 по 2013 год — директор филиала «Минская ТЭЦ-4» РУП «Минскэнерго».
Являлся депутатом Минского городского Совета депутатов 24-го и 25-го созывов (2003—2010), председателем Минского городского Совета депутатов 26-го, 27-го и 28-го созывов (2010 — н.в.).
6 февраля 2013 года был избран председателем Минского городского Совета депутатов 26-го созыва, на тот момент являлся депутатом Одоевского избирательного округа № 36. За его кандидатуру сегодня проголосовали большинство депутатов на 21-й сессии Минского городского Совета депутатов. Василий Панасюк отметил, что в настоящее время перед Минском стоит широкий круг задач, решение которых во многом зависит от профессионализма депутатов.
18 февраля 2018 года по результатам местных выборов в Минске Василий Панасюк был повторно переизбран депутатом Минского городского Совета депутатов 28-го созыва по Матусевичскому избирательному округу № 33 Фрунзенского района. По официальным результатам выборов, за его кандидатуру было подано 5502 голоса жителей (37,1 % от общего числа), при явке избирателей 61,4 %.
17 ноября 2019 года, на прошедших парламентских выборах, был избран депутатом Палаты представителей Национального собрания по Пушкинскому избирательному округу № 103 города Минска. По результатам голосования, за его кандидатуру были поданы 17 792 голосов (47,82 % от общего числа), при этом явка избирателей на округе составила 61,08 %.

## Награды
- Награжден почетными грамотами Национального собрания Республики Беларусь, Минского городского исполнительного комитета, Минского городского Совета депутатов, концерна «Белэнерго», грамотой Федерации профсоюзов Беларуси, медалью «115 гадоў прафсаюзнаму руху Беларусі».
- Имеет Благодарность Председателя Совета Республики Национального собрания Республики Беларусь.
- Присвоено почетное звание «Выдатнік Беларускай энергасістэмы».
- Памятный знак «МПА СНГ. 25 лет» (27 марта 2017 года, Межпарламентская ассамблея СНГ) — за содействие в деятельности Межпарламентской Ассамблеи и её органов[6].
- Почётная грамота Совета Межпарламентской Ассамблеи государств — участников Содружества Независимых Государств (16 ноября 2023 года, Межпарламентская ассамблея СНГ) — за активное участие в деятельности Межпарламентской Ассамблеи и её органов, вклад в укрепление дружбы между народами государств — участников Содружества Независимых Государств[7].